# Callobius olympus
Callobius olympus är en spindelart som först beskrevs av Chamberlin och Ivie 1947.  Callobius olympus ingår i släktet Callobius och familjen mörkerspindlar. Inga underarter finns listade.